# Европско првенство у атлетици за млађе сениоре 2017 — штафета 4 х 100 метара за мушкарце
Трка штафета 4 х 100 метара у мушкој конкуренцији на 11. Европском првенству у атлетици за млађе сениоре 2017. у Бидгошћу одржано је 16. јула 2017. на стадиону Жђислав Кшишковјак.
Титулу освојену у Талину 2015 бранила је штафета Француске.

## Земље учеснице
Учествовале су 59 атлетичара из 14 земаља.
1. Данска (4)
2. Италија (5)
3. Мађарска (4)
4. Немачка (5)
5. Пољска (5)
6. Португалија (4)
7. Румунија (4)
8. Турска (4)
9. Уједињено Краљевство (4)
10. Украјина (4)
11. Финска (4)
12. Француска (4)
13. Чешка (4)
14. Шведска (4)

## Освајачи медаља
|                                                                        |                                                                                  |                                                                                 |
| Рогер Гурски, · Каи Келман, · Филип Трутенат, · Данил Хофман · Немачка | Тео Етјен, · Кил де Ескофет, · Рубен Артур, · Оџи Едобурн · Уједињено Краљевство | Видлем Кајандер, · Оскари Лехтонен, · Самули Самуелсон, · Алекси Лехто · Финска |

## Сатница
| Датум         | Време | Коло          |
| ------------- | ----- | ------------- |
| 16. јул 2017. | 15:08 | Квалификације |
| 16. јул 2017. | 18:40 | Финале        |

## Резултати

### Квалификације
Такмичење је одржано 16. јула 2017. године. У квалификацијама су учествовале 14 екипа, подељене у 2 групе. У финале су се пласирале по три првопласиране из група (КВ) и две на основу постигнутог резултата (кв).,,
Почетак такмичења: група 1 у 15:08, група 2 у 15:17.
| Поз. | Гру. | Ста. | Штафета              | Атлетичари                                                                           | Рез.  | Бел.     |
| ---- | ---- | ---- | -------------------- | ------------------------------------------------------------------------------------ | ----- | -------- |
| 1.   | 2    | 7    | Немачка              | Рогер Гурски, Каи Келман, Дениз Алмас, Данил Хофман                                  | 38,91 | КВ       |
| 2.   | 2    | 6    | Француска            | Амори Голитин, Готје Дотремер, Хашим Маруфу, Марвин Рен                              | 39,36 | КВ       |
| 3.   | 1    | 4    | Уједињено Краљевство | Тео Етјен, Кил де Ескофет, Рубен Артур, Оџи Едобурн                                  | 39,45 | КВ       |
| 4.   | 2    | 3    | Португалија          | Хосе Лопес, Рафаел Жорже, Рикардо Переира, Рикардо Рибеиро                           | 39,55 | КВ       |
| 5.   | 1    | 8    | Италија              | Лука Антонио Касано, Јакопо Спано, Лодовико Кортелацо, Хилари Вандерсон Поланко Ријо | 39,69 | КВ       |
| 6    | 1    | 9    | Финска               | Видлем Кајандер, Оскари Лехтонен, Самули Самуелсон, Алекси Лехто                     | 39,78 | КВ       |
| 7.   | 1    | 6    | Пољска               | Артур Василевски, Доминик Копећ, Ерик Хампел, Карол Квјатковски                      | 39,96 | кв       |
| 8.   | 2    | 8    | Мађарска             | Жолт Пазманди, Бенце Борош, Петер Балог, Ричард Коче                                 | 40,04 | кв       |
| 9.   | 1    | 7    | Румунија             | Јоан Питигој, Јоан Андреј Мелническу, Габријел Петре, Петре Резмивес                 | 40,09 |          |
| 10.  | 2    | 5    | Данска               | Себастијан Ре Педерсен, Фредерик Шоу-Нилсен, Којо Мусах, Кристофер Хари              | 40,12 |          |
| 11.  | 1    | 3    | Турска               | Ертан Озкан, Фатих Акташ, Абдулкадир Гогалп, Ајкут Ај                                | 40,49 |          |
|      | 1    | 5    | Шведска              | Емил фон Барт, Остин Хамилтон, Феликс Свенсон, Јакоб Линдбом                         | НЗ    |          |
|      | 2    | 2    | Чешка                | Доминик Залески, Јахим Прохазка, Јиржи Кубеш, Војтјех Коларчик                       | Диск. | чл.162.7 |
|      | 2    | 4    | Украјина             | Роман Кравцов, Данило Курта, Уриј Сторож, Александр Соколов                          | Диск. | чл.170.7 |

### Финале
Такмичење је одржано 16. јула 2017. године у 18:40.,
| Пласман | Стаза | Штафета              | Атлетичари                                                                        | Време | Белешке  |
| ------- | ----- | -------------------- | --------------------------------------------------------------------------------- | ----- | -------- |
|         | 5     | Немачка              | Рогер Гурски, Каи Келман, Филип Трутенат, Данил Хофман                            | 39,11 |          |
|         | 6     | Уједињено Краљевство | Тео Етјен, Кил де Ескофет, Рубен Артур, Оџи Едобурн                               | 39,11 |          |
|         | 8     | Финска               | Видлем Кајандер, Оскари Лехтонен, Самули Самуелсон, Алекси Лехто                  | 39,70 |          |
| 4.      | 4     | Француска            | Амори Голитин, Готје Дотремер, Хашим Маруфу, Марвин Рен                           | 39,86 |          |
| 5.      | 9     | Португалија          | Хосе Лопес, Рафаел Жорже, Рикардо Переира, Рикардо Рибеиро                        | 39,88 |          |
| 6.      | 2     | Пољска               | Карол Квјатковски, Пшемислав Адамски, Доминик Копећ, Ерик Хампел                  | 40,11 |          |
| 7.      | 3     | Мађарска             | Жолт Пазманди, Бенце Борош, Петер Балог, Ричард Коче                              | 50,97 |          |
|         | 7     | Италија              | Лука Антонио Касано, Јакопо Спано, Андреа Федеричи, Хилари Вандерсон Поланко Ријо | Диск. | чл.170.7 |